# Saison 2 de The Bear
Chronologie
Saison 1 Saison 3
Cet article présente le guide de la deuxième saison de la série télévisée américaine The Bear.

## Distribution

### Acteurs principaux
- Jeremy Allen White (VF : Maxime Baudouin) : Carmen « Carmy » Berzatto
- Ebon Moss-Bachrach (VF : Anatole de Bodinat) : Richard « Richie » Jerimovich
- Ayo Edebiri (VF : Justine Berger) : Sydney Adamu
- Lionel Boyce (VF : Baptiste Marc) : Marcus
- Liza Colón-Zayas (VF : Jacky Tavernier) : Tina
- Abby Elliott (VF : Ingrid Donnadieu) : Nathalie « Sugar » Berzatto
- Matty Matheson (VF : Christophe Lemoine) : Neil Fak

### Acteurs récurrents
- Edwin Lee Gibson (VF : Günther Germain) : Ebrahim
- Oliver Platt (VF : Gérard Darier) : Jimmy « Cicero » Kalinowski
- Jon Bernthal (VF : Fabrice Lelyon) : Michael « Mikey » Berzatto
- José Cervantes : Angel
- Corey Hendrix (VF : Jhos Lican) : Gary « Sweeps » Woods
- Richard Esteras (VF : Guillaume Bourboulon) : Manny
- Chris Witaske (en) (VF : Erwan Tostain) : Pete
- Jamie Lee Curtis : Donna Berzatto
- Gillian Jacobs : Tiffany Jerimovich
- Robert Townsend : Emmanuel Adamu
- Molly Gordon : Claire
- Ricky Staffieri : Theodore Fak
- Alex Moffat : Josh
- Mitra Jouhari : Kelly
- Maura Kidwell : Carol

### Invités
- Will Poulter : Luca
- Bob Odenkirk : "Uncle" Lee Lane
- Sarah Paulson : Michelle Berzatto
- John Mulaney : Stevie
- Olivia Colman : Chef Terry
- Sarah Ramos : Jessica
- Andrew Lopez : Garrett
- Rene Gube : le manager général de Ever
- Adam Shapiro : le chef de cuisine de Ever

- Version française
  - Studio de doublage : TitraFilm
  - Direction artistique : Coco Noël
  - Adaptation des dialogues : Pauline Pujol, Joséphine Landais et Géraldine Godiet

 Source et légende : version française (VF) sur RS Doublage

## Résumé de la saison
Carmy a fermé The Beef et planifie de rouvrir un nouveau restaurant avec l'argent laissé par Michael. Avec Sydney et Natalie, il met au point un plan qui leur permettrait d'ouvrir The Bear en trois mois, mais le timing serré est vite mis à mal par les travaux induits par la vétusté du bâtiment et les limites du budget. En parallèle, il envoie une partie de son personnel dans des formations professionnelles qui leur ouvre les yeux sur la rigueur des grands restaurants. Carmy trouve également du réconfort auprès de Claire, une amie d'enfance avec qui il se sent enfin libre de flirter.

## Épisodes
1. Le Bœuf
2. Les Pâtes
3. Le Sundae
4. Le Melon
5. Pop
6. Les Poissons
7. Les Fourchettes
8. La Bolognaise
9. L'Omelette
10. L'Ours

### Épisode 1:Le Bœuf
- États-Unis /  Canada : 22 juin 2023 sur Hulu

### Épisode 2:Les Pâtes
- États-Unis /  Canada : 22 juin 2023 sur Hulu

### Épisode 3:Le Sundae
- États-Unis /  Canada : 22 juin 2023 sur Hulu

### Épisode 4:Le Melon
- États-Unis /  Canada : 22 juin 2023 sur Hulu

### Épisode 5:Pop
- États-Unis /  Canada : 22 juin 2023 sur Hulu

### Épisode 6:Les Poissons
- États-Unis /  Canada : 22 juin 2023 sur Hulu

### Épisode 7:Les Fourchettes
- États-Unis /  Canada : 22 juin 2023 sur Hulu

### Épisode 8:La Bolognaise
- États-Unis /  Canada : 22 juin 2023 sur Hulu

### Épisode 9:L'Omelette
- États-Unis /  Canada : 22 juin 2023 sur Hulu

### Épisode 10:L'Ours
- États-Unis /  Canada : 22 juin 2023 sur Hulu

Le repas d'inauguration commence, Richie gère la salle avec Fak, et Sydney est aux commandes de la cuisine. Les problèmes commencent : les fourchettes propres commencent à manquer, un chef de rang manque à l'appel, Carmy hésite à aller voir Claire en salle et s'agite après avoir cru voir son ancien chef parmi les convives, la relation entre Sydney et Marcus se tend. Sydney commence à paniquer quand la poignée du réfrigérateur se casse derrière Carmy, qui se retrouve enfermé dedans. Richie reprend alors la tête de la cuisine et parvient à faire envoyer les assiettes à temps. Alors que Natalie s'absente, Pete, son mari, aperçoit Donna faire les cent pas devant le restaurant ; il essaie de la convaincre d'entrer prendre sa place, mais elle refuse, s'estimant indigne de profiter de la réussite de ses enfants. Avant qu'elle ne parte, Pete lui révèle que Natalie est enceinte. Sydney et Marcus se réconcilient quand Marcus lui révèle qu'il a surpris le second en train de fumer de la méthamphétamine dans l'arrière-cour.
Toujours enfermé dans le frigo, Carmy commence à dérailler, se reproche tous les travers rencontrés dans la soirée et crie à travers la porte que sa relation avec Claire lui a fait perdre sa détermination à gérer efficacement le restaurant. Croyant que c'est Tina qui écoute, Claire surprend ses derniers mots et part en larmes. Richie la voit et comprend vite ce qu'il s'est passé, ce qui provoque une dispute à travers la porte toujours fermée. Carmy prend son téléphone et écoute un message vocal laissé plus tôt dans la journée, où elle lui avoue qu'elle a toujours eu des sentiments pour lui.